# فرانکفورت (اودر)
فرانکفورت (اودر) شهری در براندنبورگ آلمان در مرز لهستان و در کنار رود اودر است.
دانشگاه اروپایی ویادرینا در این شهر قرار دارد.

## نگارخانه

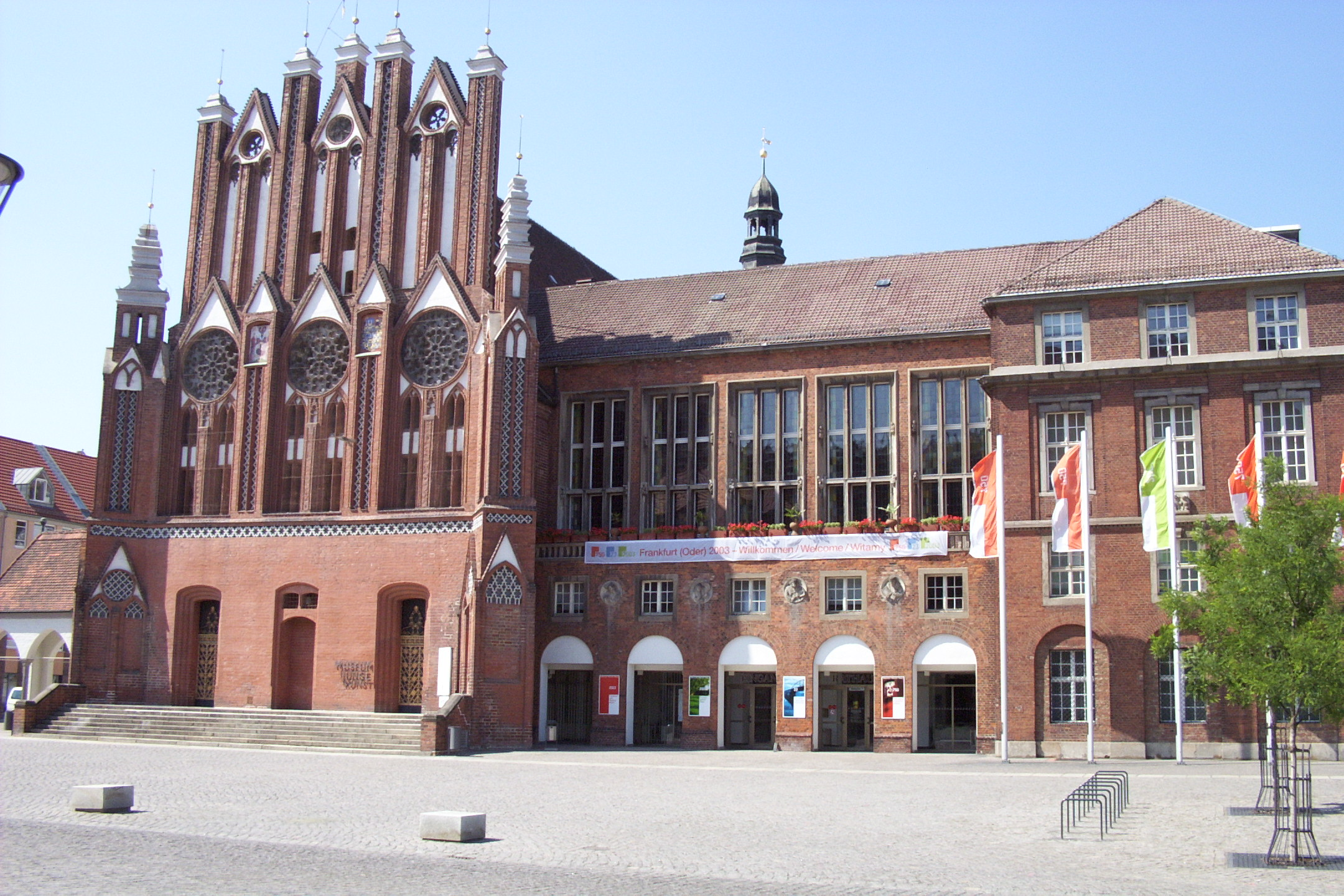
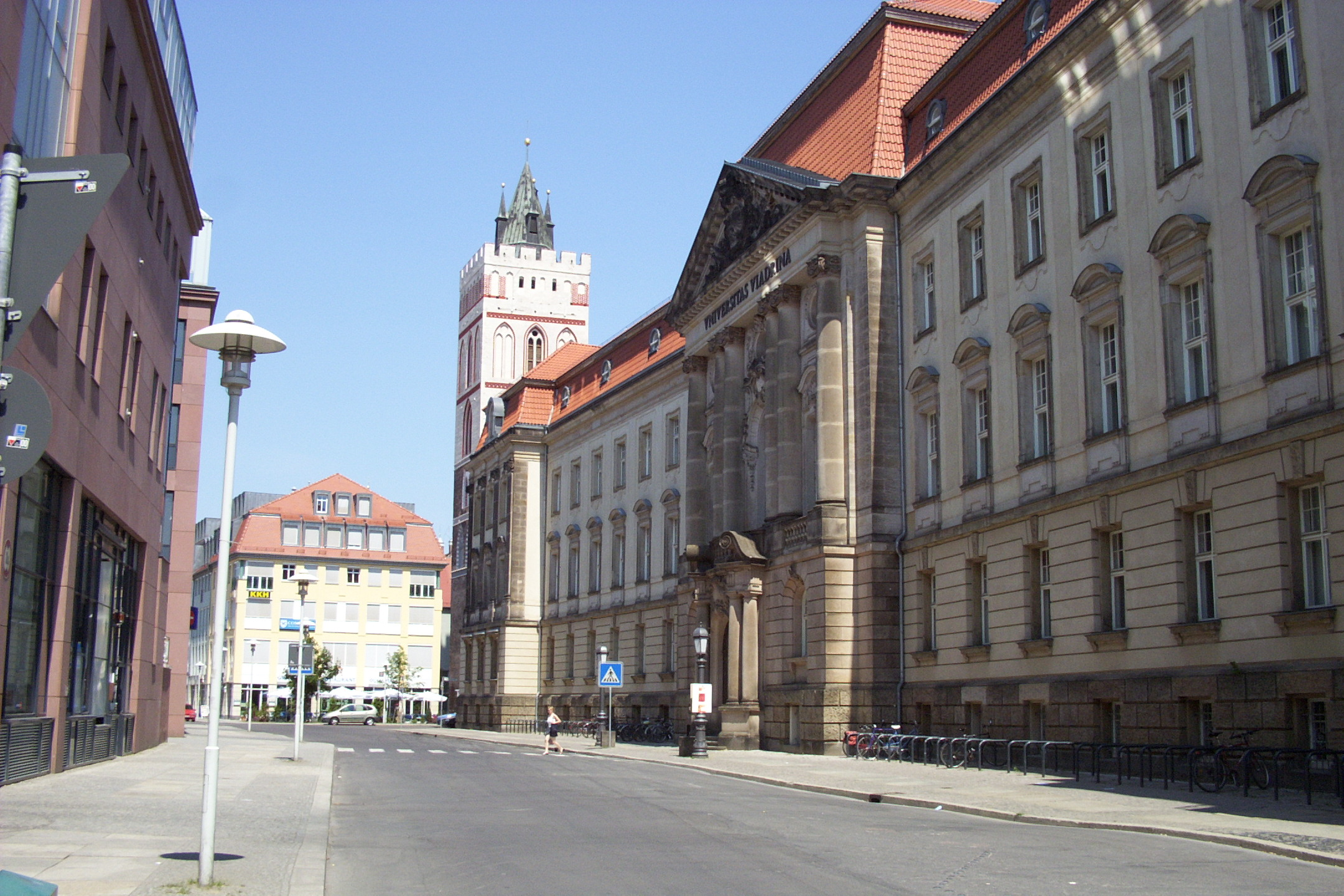
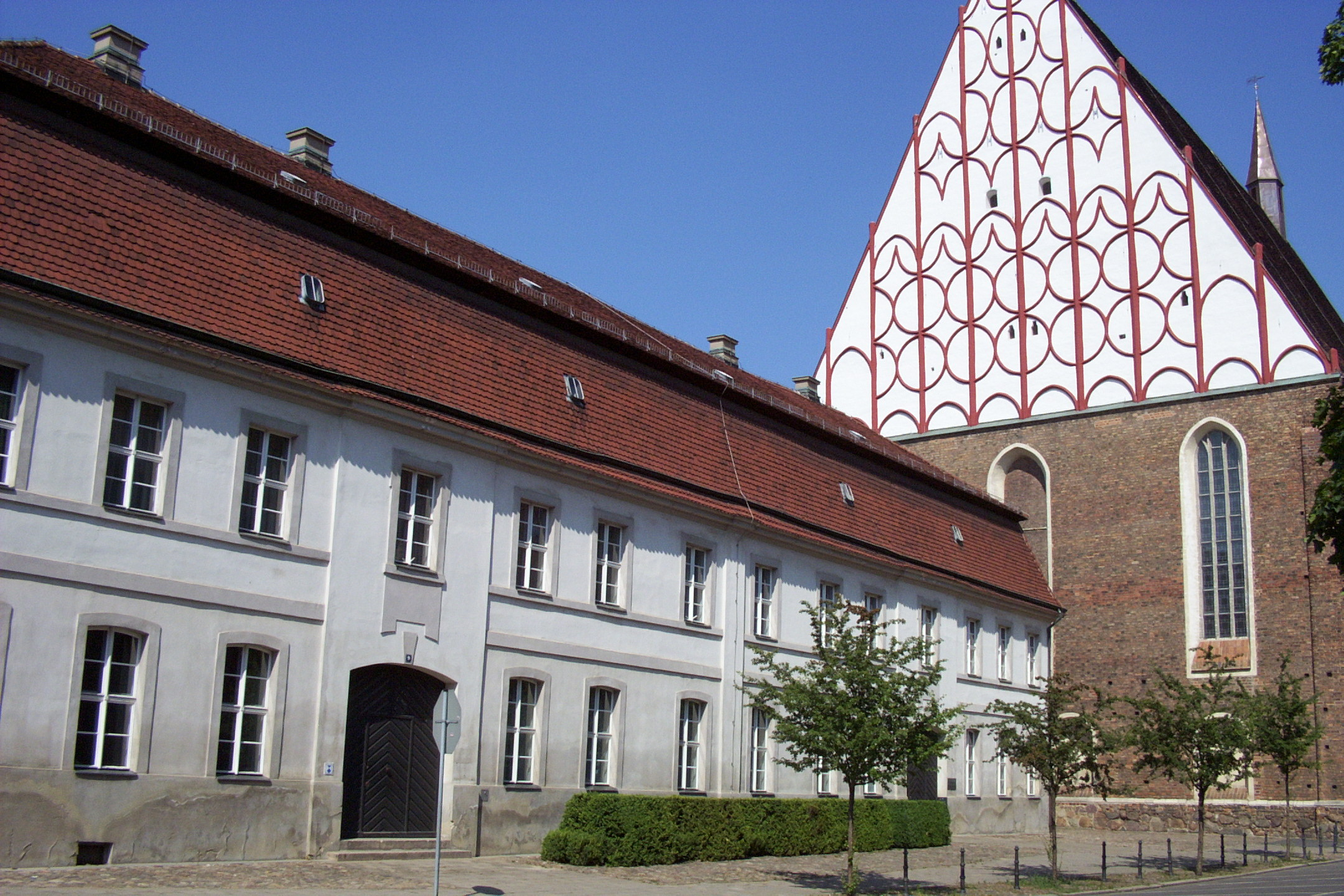
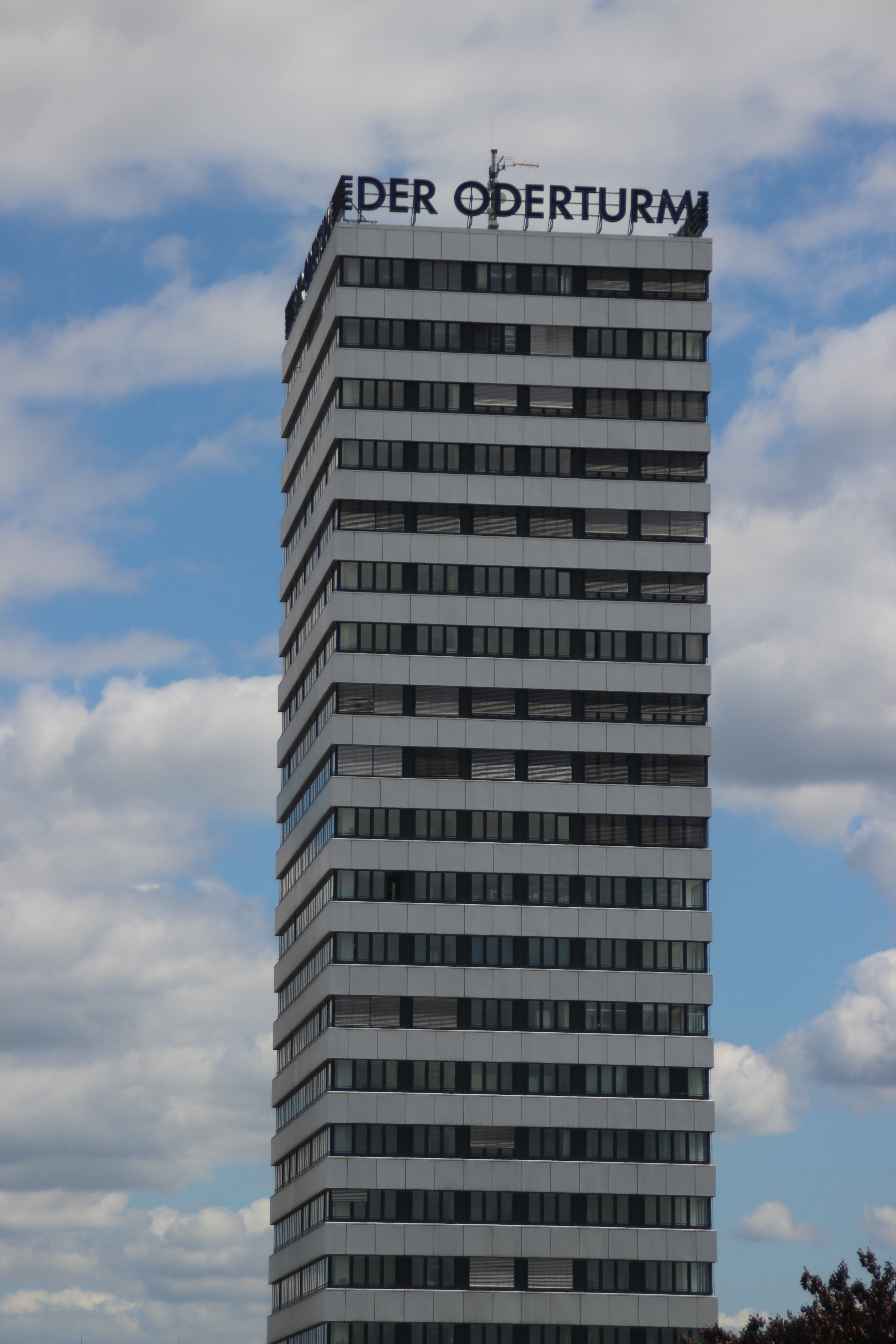
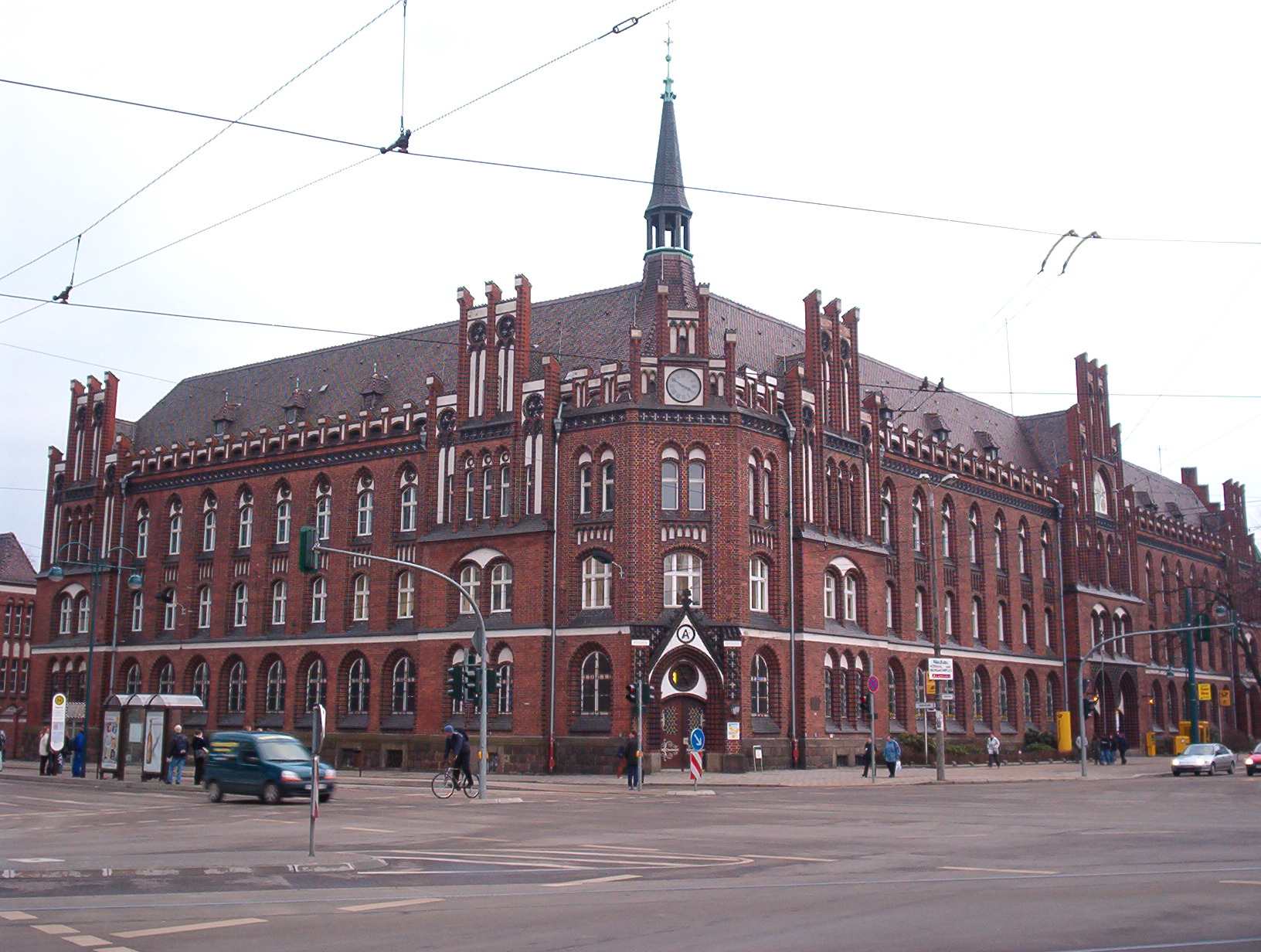
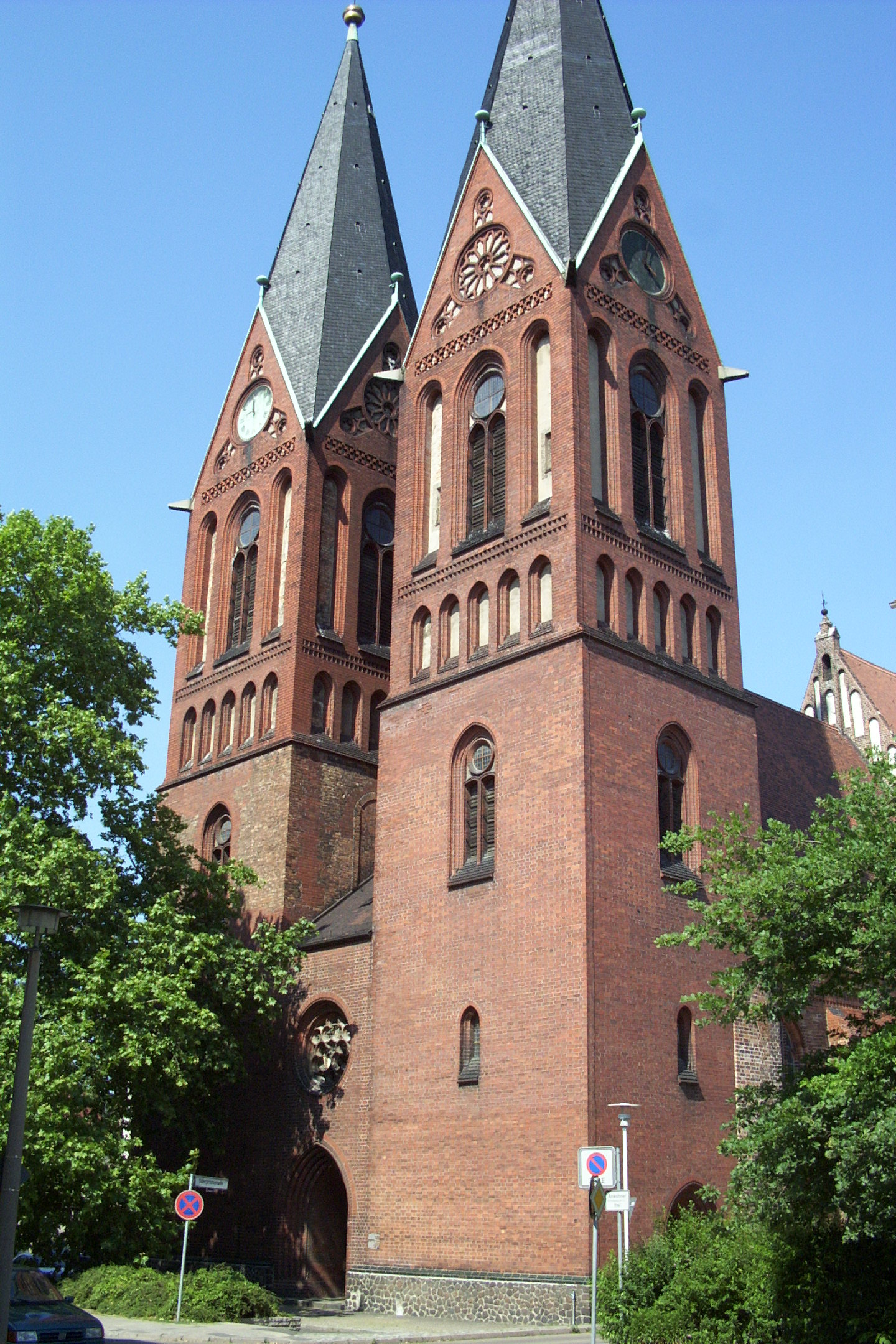
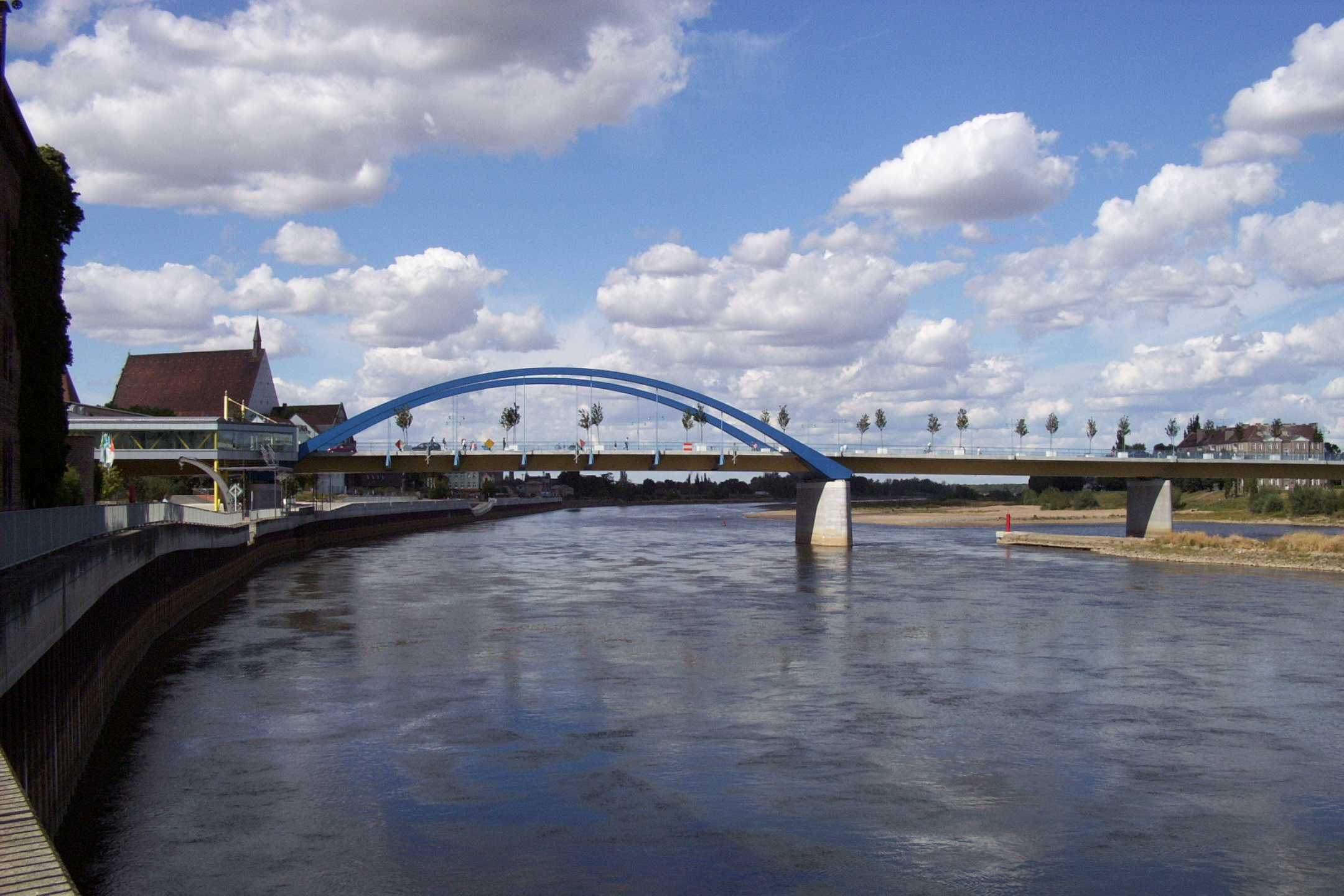
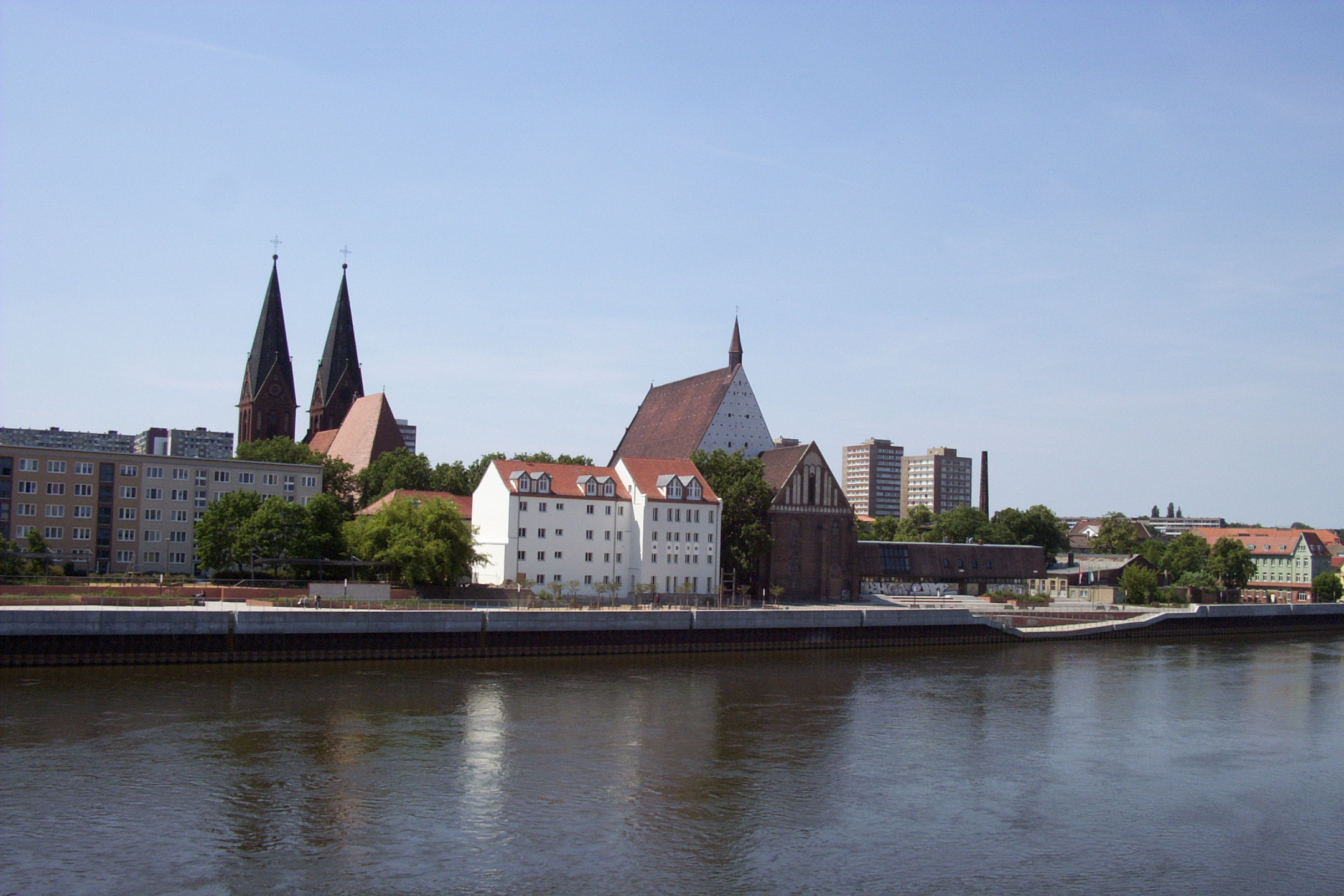
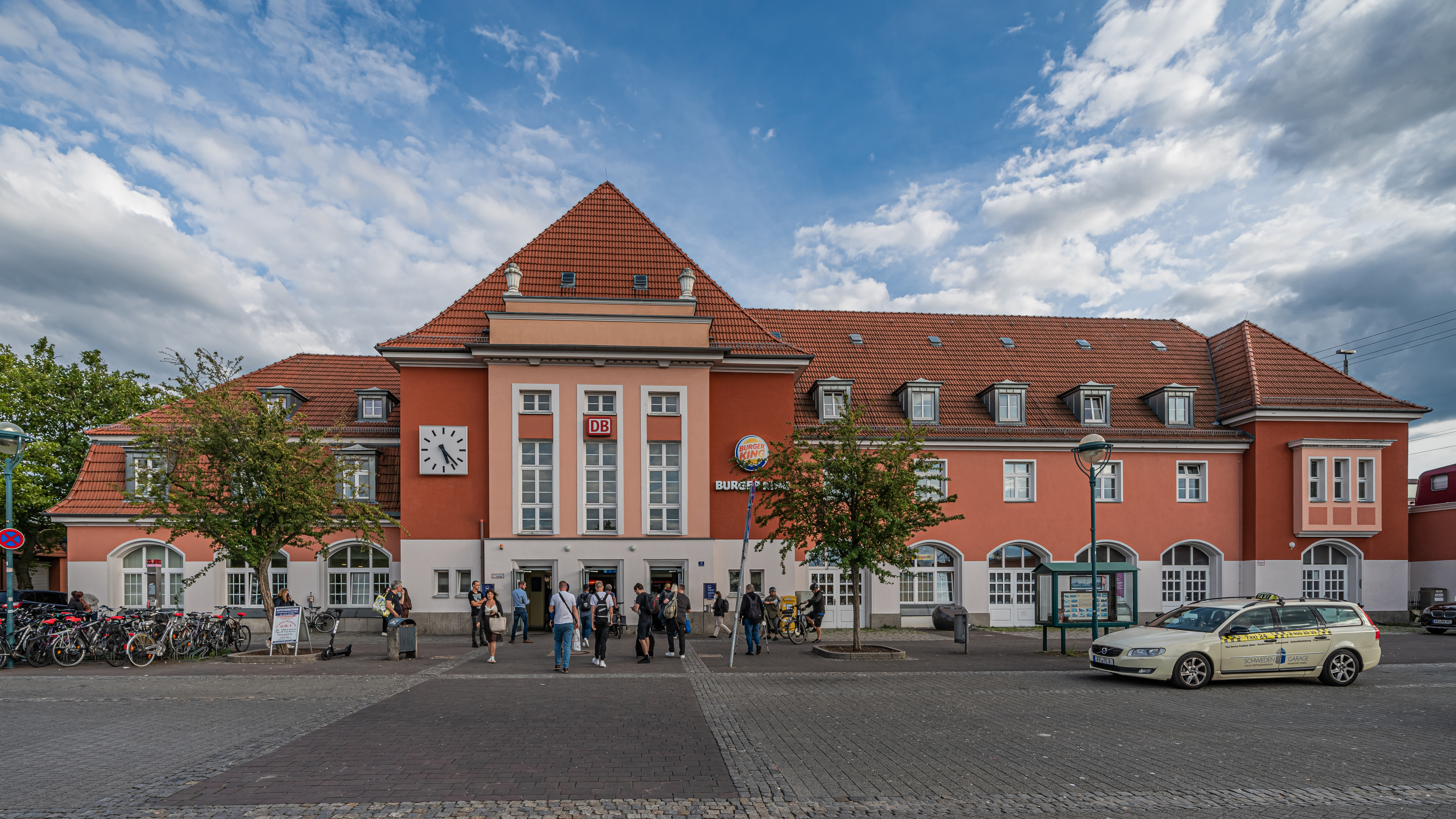
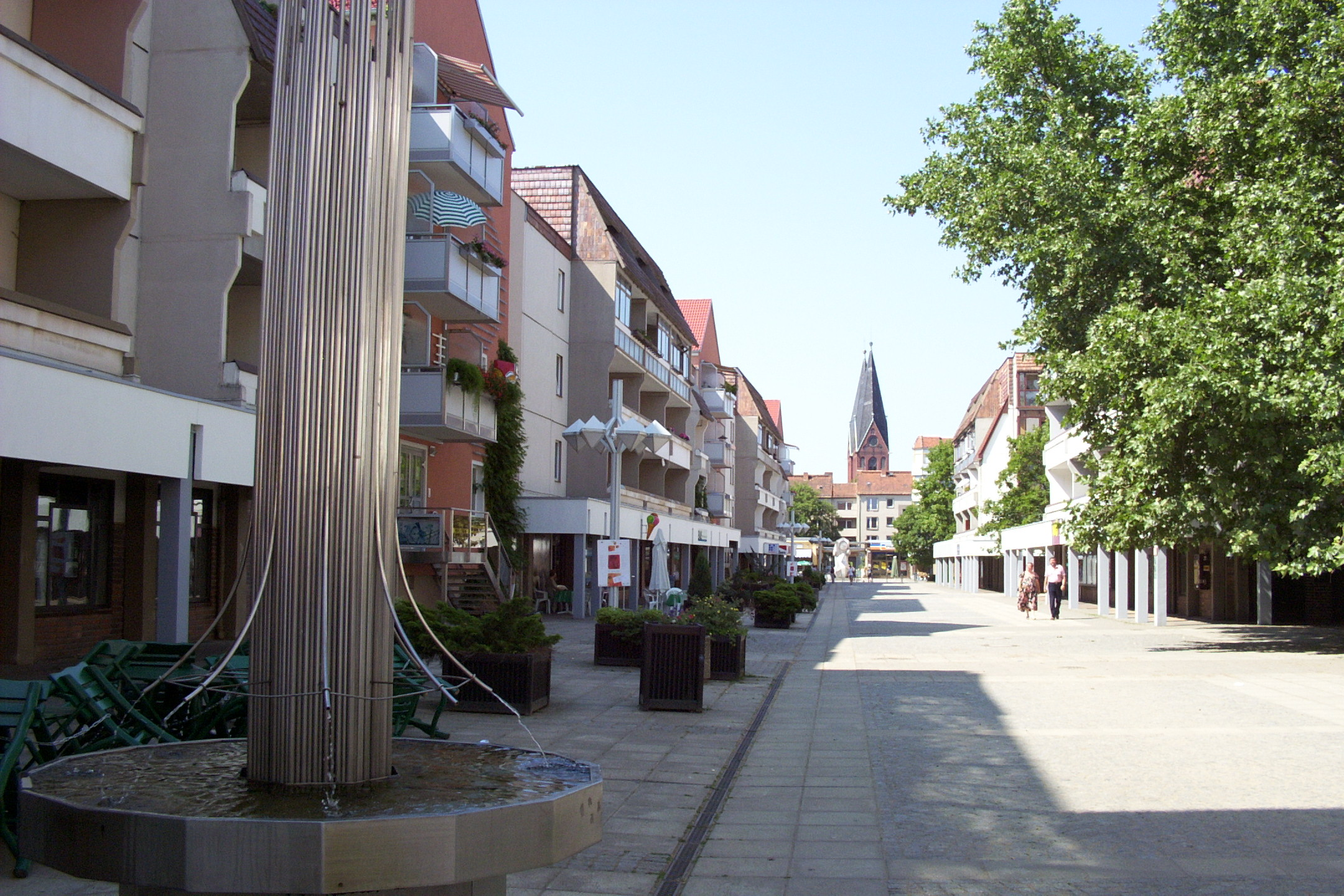
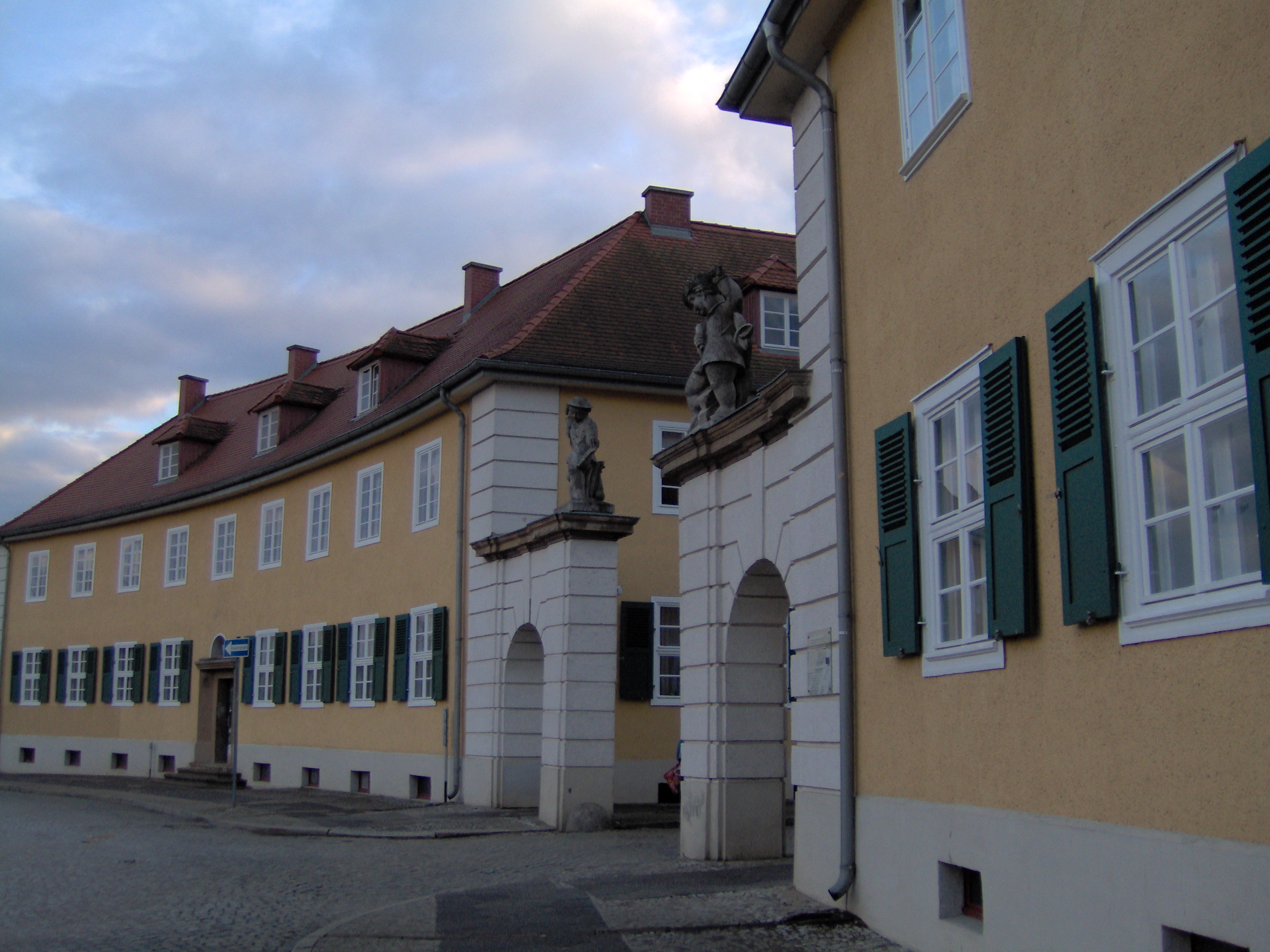
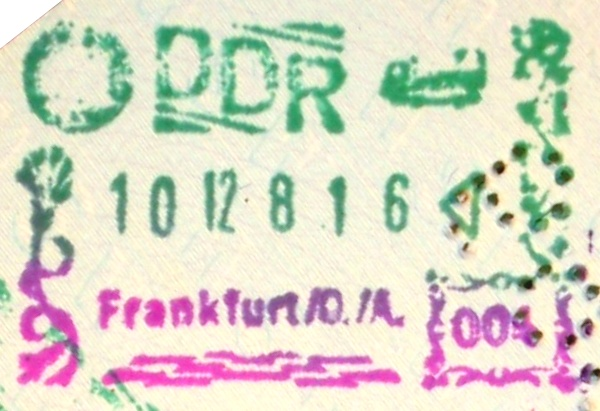
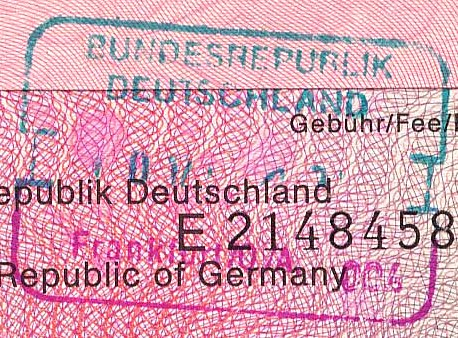
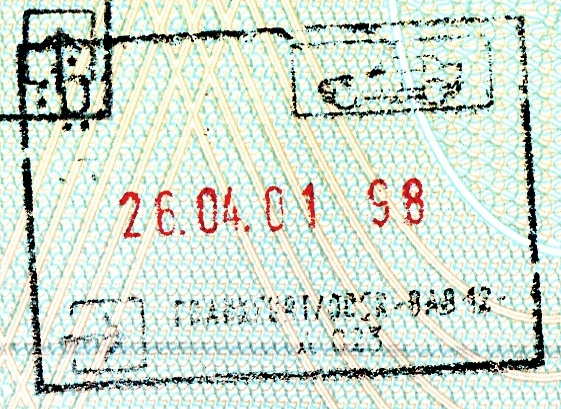
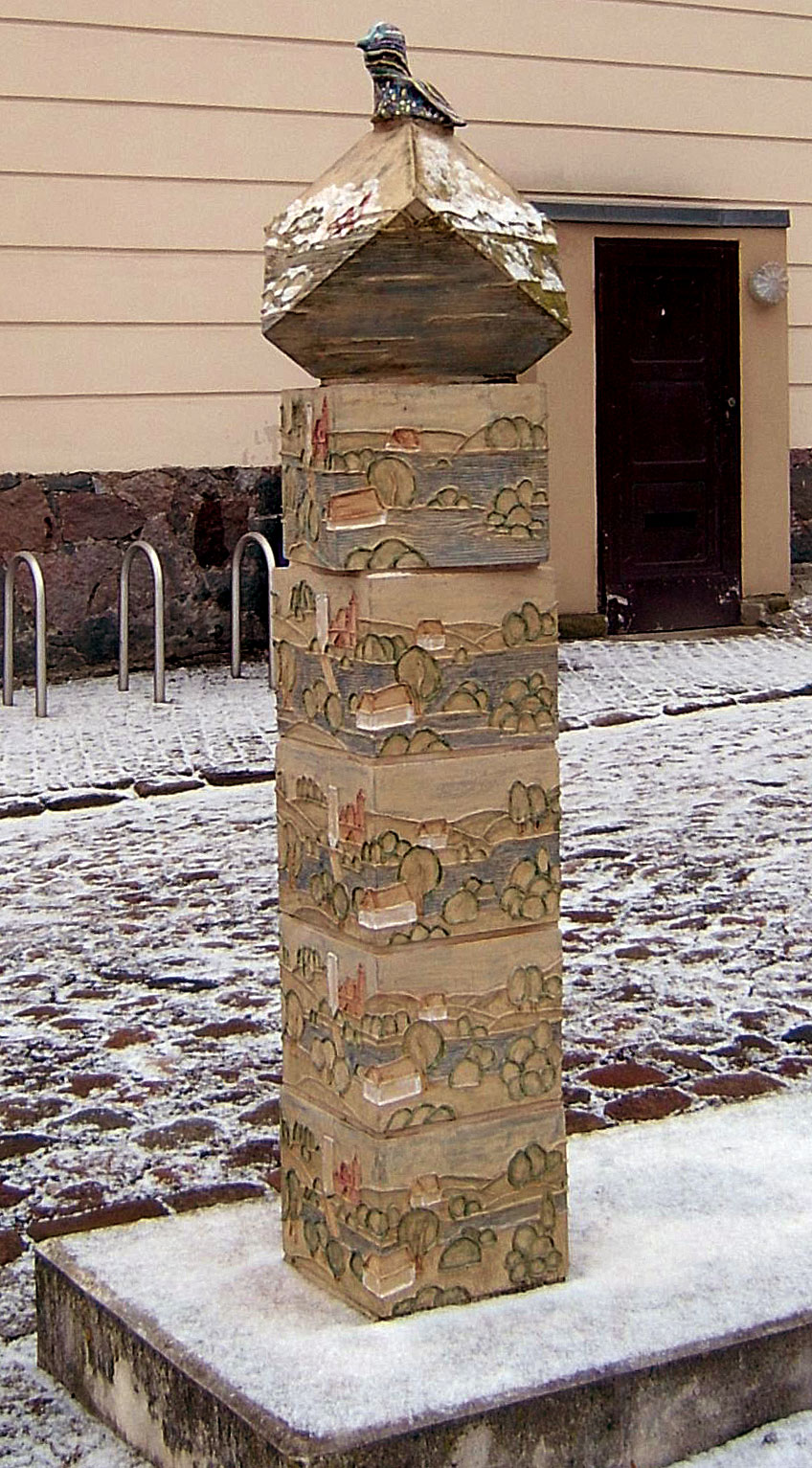